# Charles Crichton
Charles Crichton (Wallasey, Cheshire, 6 de agosto de 1910 - South Kensington, Londres, 14 de septiembre de 1999) fue un director de cine inglés. Es conocido por sus comedias producidas en los Estudios Ealing. Crichton disfrutó de una larga carrera, dirigiendo múltiples películas y programas de televisión durante un periodo de más de cuarenta años. Crichton obtuvo dos nominaciones a los Premios Óscar por A Fish Called Wanda: uno al mejor director y otro al mejor guion original.

## Filmografía

### Como director
- A Fish Called Wanda (1988)
- Smuggler (1981, serie de TV)
- Dick Turpin (1977, serie de TV)
- Alien Attack (1976, telefilme)
- Cosmic Princess (1976, telefilme)
- Space: 1999 (1975-1976, serie de TV; 14 episodios)
- The Day After Tomorrow (1975, especial de TV)
- The Adventures of Black Beauty (1972, serie de TV)
- The Protectors (1972, serie de TV)
- Light Entertainment Killers (1969, telefilme)
- Strange Report (1968, serie de TV)
- Man in a Suitcase (1967, serie de TV)
- He Who Rides a Tiger (1965)
- Danger Man (1964, serie de TV)
- The Third Secret (1964)
- The Human Jungle (1963, serie de TV)
- Man of the World (1962, serie de TV)
- The Boy Who Stole a Million (1960)
- The Battle of the Sexes (1959)
- Floods of Fear (1959)
- Law and Disorder (1958)
- The Man in the Sky (1957)
- The Divided Heart (1954)
- The Love Lottery (1954)
- The Titfield Thunderbolt (1953)
- Hunted (1952)
- Oro en barras (1951)
- Dance Hall (1950)
- Train of Events (1949)
- Another Shore (1948)
- Against the Wind (1948)
- Hue and Cry (1947)
- Dead of Night (1945)
- Painted Boats (1945)
- For Those in Peril (1944)

### Como montador
- Whisky Galore! (1949)
- Nine Men (1943)
- Old Bill and Son (1941)
- Yellow Caesar (1941, cortometraje)
- The Thief of Bagdad (1940)
- The Big Blockade (1940)
- 21 Days (1940)
- Prison Without Bars (1938)
- Elephant Boy (1937)
- Things to Come (1936)
- Sanders of the River (1935)

### Como guionista
- The Boy Who Stole a Million (1960)
- Floods of Fear (1959)

### Como productor
- Nine Men (1943)
- Greek Testament (1942, documental)

## Premios y distinciones
Premios Óscar
| Año  | Categoría      | Película             | Resultado |
| ---- | -------------- | -------------------- | --------- |
| 1989 | Mejor director | Un pez llamado Wanda | Nominado  |